# Philippe Belin
Pour les articles homonymes, voir Belin.
 (octobre 2010).
Si vous disposez d'ouvrages ou d'articles de référence ou si vous connaissez des sites web de qualité traitant du thème abordé ici, merci de compléter l'article en donnant les références utiles à sa vérifiabilité et en les liant à la section « Notes et références ».
Philippe Belin (1960 - ) est un écrivain et musicien français.

## Biographie
Tout en poursuivant des études de droit et de sciences économiques, il commence sa carrière comme journaliste rock. Il rejoint ensuite en 1985 Le Quotidien de Paris
Il est également animateur radio sur RFM à l'époque où Antoine de Caunes, Karl Zéro et Eddy Mitchell font partie de la station, Ouï FM avec Kad et Olivier, il présentera également les journaux du matin sur NRJ en alternance avec Denis Balbir.
En 1987 il devient grand reporter. Il parcourt le monde et couvre la plupart des grands conflits. C'est à lui, quelques mois après la révolution en Roumanie que Petre Roman, premier ministre à l'époque, annonce sa démission.
Philippe Belin a réalisé pour la télévision plus de 300 reportages (pour TF1, France 2 et France 3.)
On le retrouve ensuite dans les chaînes, où il travaille avec Bruno Masure sur France 2 et Christophe Dechavanne sur TF1.
Il présente ensuite une émission sur France 3, Votre cas nous intéresse, une quotidienne où il prend la défense des usagers, un concept qui sera repris par Julien Courbet sur TF1.
Parallèlement à ses activités télévisuelles Philippe Belin publie des essais liés à l'actualité : La Guerre des Casinos autour des affaires niçoises, il rencontre tous les protagonistes, Jacques Médecin au Paraguay, Jean-Dominique Fratoni en Uruguay, et retrouve également Jean-Maurice Agnelet (ancien amant d'Agnès Le Roux, héritière du Palais de la Méditerranée de Nice) à Lyon. Jean-Maurice Agnelet l'attaquera en diffamation mais sera débouté. Ce fut ensuite Fonctionnaires ou ponctionnaires, un livre sur la fonction publique réalisé à partir de longs entretiens avec Michel Rocard, Alain Peyrefitte et Marc Blondel. Il raconte également les dessous de l'affaire de corruption lors du match de foot OM-Valenciennes dans Le Menteur de Marseille (éditions Granchet). Tous ces livres ont été des succès en librairie (plus de 10 000 exemplaires).
En 1999, il rejoint Netgem comme vice-président puis, en 2003, il décide de devenir consultant en communication et prend la direction de GMB Consulting. Il effectue alors de nombreuses missions à travers le Monde. Ce fut, par exemple, la création et le lancement de la première radio nationale indépendante du Maroc, Aswat. Il a également travaillé pour de grands groupes comme EDF, la Société générale, le groupe Les Échos ou encore PPR.
Il a aussi dirigé de nombreuses campagnes électorales et conseillé différentes personnalités dont un ministre de l’Économie,
(devenu ensuite président d'EDF). 
Passionné par les documents historiques il a réalisé à Cagnes-sur-Mer une très importante exposition qui regroupait des documents exceptionnels provenant du monde entier. Autre passion, la musique. Trois albums à son actif en collaboration avec de grands musiciens, ses amis Raul Mascarenhas, saxophoniste de Gilberto Gil et Elliot Murphy avec qui il s'est produit sur scène.
Son dernier livre paru en 2006 est un roman : Prenez mon cœur, une intrigue où Internet et Arthur Rimbaud se côtoient. Il a réalisé également la bande originale de ce roman avec un travail jazz et rock sur les textes de Rimbaud. Son dernier concert date de 2005.

## Discographie
- LALALA, Rockside Band, chez Nocturne, 2003
- Rimbaud Blues, Nocturne, 2005
- Prenez mon cœur, bande originale du roman, Nocturne, 2006